# Jan Rudolf Demel
Jan Rudolf Demel (7. dubna 1833 Prostějov – 1. října 1905 Praha-Nové Město) byl rakouský pedagog, propagátor rolnického školství a politik české národnosti z Moravy; poslanec Moravského zemského sněmu.

## Biografie
Působil jako pedagog na reálných školách a zabýval se organizováním moravského rolnictva. Pocházel z rodiny krejčího. Vystudoval německé gymnázium v Olomouci. Maturoval roku 1849. Pak studoval na technice, na Vídeňské univerzitě a na Karlo-Ferdinandově univerzitě v Praze. Jiné zdroje uvádějí, že navštěvoval polytechniku v Praze a ve Vídni.

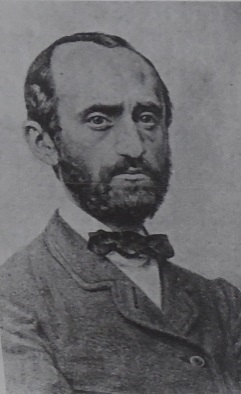
Jan Rudolf Demel v mládí

Nastoupil jako profesor chemie a přírodopisu na německou reálnou školu v Olomouci. Zde se zapojil do veřejného a politického dění. Založil Hospodářskou jednotu olomouckou a po dlouhé období zastával funkci jejího předsedy. Jeho švagrem byl starosta Přerova František Kramář. Díky spolupráci mezi Kramářem a Demelovou Hospodářskou jednotou vznikla roku 1864 v Přerově rolnická škola, později převzata pod zemský rozpočet a proměněna na střední zemědělskou školu. Podobně roku 1876 inicioval Demel vznik rolnické školy v Klášterním Hradisku. Jiné zdroje uvádějí, že rolnická škola v Přerově byla přestěhována do Klášterního Hradiska. Roku 1866 se v Praze oženil s Boženou Kramářovou.
Stál také za založením řady dalších rolnických záložen, sladoven (např. První rolnické akciové sladovny v Prostějově) a cukrovarů, například rolnického cukrovaru ve Vrbátkách. Spoluzaložil Ústřední rolnickou záložnu v Olomouci. V 80. letech 19. století založil Selský spolek pro Moravu se sídlem v Olomouci, organizovaný po vzoru německorakouských Bauernbundů.
V 60. letech se zapojil i do vysoké politiky. V zemských volbách v lednu 1867 byl zvolen na Moravský zemský sněm, za kurii venkovských obcí, obvod Olomouc, Prostějov, Plumlov. Zvolen zde byl i v krátce poté konaných zemských volbách v březnu 1867, zemských volbách 1870, zemských volbách v září 1871 a zemských volbách v prosinci 1871. Pak byl zbaven mandátu, ale v doplňovacích volbách v listopadu 1873 mandát opět získal.
Poslanecký slib skládal v únoru 1867 v češtině. Během svého působení spolupodepsal coby zemský poslanec moravskou verzi státoprávní deklarace českých poslanců. V roce 1871 byl oficiálním kandidátem Moravské národní strany (staročeské). Stejně tak ve volbách roku 1873 je uváděn coby staročech. Jako zemský poslanec napomohl zřízení české reálné školy v Telči.
V posledních patnácti letech života (podle jiného zdroje až od roku 1901) bydlel v Praze, kde se dále zabýval zemědělskou osvětou a až do své smrti byl předsedou Zemského ovocnického spolku. Vydal řadu agronomických spisů a často vystupoval na veřejných přednáškách na venkově. Vydával též časopis Hospodář moravský.
Zemřel v říjnu 1905. Pohřben byl na Ústředním hřbitově v Olomouci-Neředíně.
Od roku 1865 byl čestným občanem Přerova. V Brně-Černých Polích byla po něm roku 1925 pojmenována Demlova ulice. V Olomouci, v níž studoval, je po něm pojmenována ulice i sousedící základní a mateřská škola.